# Sunn O)))
Sunn O))) (spreek uit: 'sun') is een Amerikaanse band die in 1998 is opgericht. Ze worden vaak ingedeeld bij de drone doom-stroming binnen de metal, maar zelf omschrijven ze hun muziek als "power ambient". Verder bevat hun muziek kenmerken van genres als darkambient, noise en black metal. De band wordt gevormd door Stephen O'Malley en Greg Anderson, waarbij ze live versterking van verschillende andere muzikanten krijgen.

## Geschiedenis
O'Malley en Anderson ontmoetten elkaar in 1991 in Seattle, maar pas in 1998 gaven ze hun eerste opnames uit via het door henzelf opgerichte platenlabel Southern Lord Records. De naam van de band is een letterlijke interpretatie van het logo van het gitaarversterkermerk Sunn, waarbij de grafisch weergegeven geluidsgolven uit het logo getranslitereerd worden tot O))). Tevens is de bandnaam een ode aan de band Earth, die bekendstaat als een pionier van drone muziek.
In november 2015 presenteerde Sunn O))) op het Le Guess Who? festival in Utrecht een vierdaags programma met onder andere Annette Peacock, Magma, Julia Holter, The Crazy World of Arthur Brown en Sunn O))) zelf.

## Muzikale stijl
De muziek van Sunn O))) is extreem langzaam en zwaar, met veel gitaardrones en zeer lage stemmingen. Door middel van audiofeedback en andere effecten worden soundscapes gecreëerd. Opvallend is het vrijwel ontbreken van drums of enige vorm van beat. Tijdens optredens is de band gehuld in zwarte monnikspijen, wordt er veelvuldig gebruikgemaakt van rookmachines en is het geluidsniveau oorverdovend.

## Discografie
- ØØ Void (2000)
- Flight of the Behemoth (2002)
- White1 (2003)
- White2 (2004)
- Black One (2005)
- Oracle (2007, lp, cd, en 2cd)
- Monoliths & Dimensions (2009)
- Kannon (2015)
- Life Metal (2019)
- Pyroclasts (2019)